# Нордин, Мишель
Мишель Нордин (англ. Michele Nordin) (известна также как Мишель Эриксон англ. Michelle Erickson, Мишелль Нордин англ. Michelle Nordin и просто Мими) (2 октября 1980, Рио-де-Жанейро, Бразилия) — бразильская и американская актриса. 
Родилась 2 октября 1980 года в районе Барра-да-Тижука Рио-де-Жанейро. Известна своими небольшими ролями в многочисленных американских телевизионных сериалах. 
С 1999 года проживает в Лос-Анджелесе, США. В том же году начала свою карьеру в качестве актрисы, появившись в эпизодических ролях в фильмах «Вышибала», «Арсенал зла», «Мумия: Древнее зло» и в одном из эпизодов сериала «Баффи — истребительница вампиров». В следующем году упор был уже сделан на сериалы: 6 серий «ФАКультета», эпизод «Шоу Джины Дэвис» и титульная героиня эпизода Иветта в сериале «Зажигай со Стивенсами». В 2000 году сыграла проститутку в фильме «Цемент». Однако уже в 2001 году все работы Мишель были в фильмах: «Микроскопический парень» (снова проститутка), «Спросите Синди» и «Стеклянный дом». Повторный отход от работ в сериалах произошёл в 2006-2007 годах, но позже она снова вернулась к эпизодическим ролям в сериалах.
Популярна в интернете, в том числе и русскоязычном, благодаря выдранным из контекста фильмов и сериалов сцен с обнажённой натурой и имитацией половых актов.

## Фильмография[2]
| Год  |    | Русское название                                      | Оригинальное название              | Роль                           |
| ---- | -- | ----------------------------------------------------- | ---------------------------------- | ------------------------------ |
| 1999 | ф  | Вышибала                                              | The Doorman                        | Стейси (как Michelle Nordin)   |
| 1999 | тф | Арсенал зла                                           | Alien Arsenal                      | Фелиция                        |
| 1999 | ф  | Мумия: Древнее зло                                    | Ancient Evil: Scream of the Mummy  | Жанин (как Мишель Эриксон)     |
| 1999 | с  | Баффи — истребительница вампиров                      | Buffy the Vampire Slayer           | Рейчел                         |
| 2000 | с  | ФАКультет                                             | Undressed                          | Катрин                         |
| 2000 | ф  | Цемент                                                | Cement                             | девушка лёгкого поведения      |
| 2000 | с  | Зажигай со Стивенсами                                 | Even Stevens                       | Иветта                         |
| 2000 | с  | Шоу Джины Дэвис                                       | The Geena Davis Show               | Дженни                         |
| 2001 | в  | Микроскопический парень                               | Microscopic Boy                    | девушка лёгкого поведения      |
| 2001 | ф  | Спросите Синди                                        | Good Advice                        | рыночный кассир                |
| 2001 | ф  | Стеклянный дом                                        | The Glass House                    | тинейджер Королева             |
| 2002 | тф | Ночь волков                                           | Night of the Wolf                  | Мисси                          |
| 2002 | с  | Может быть это я                                      | Maybe It's Me                      | девушка                        |
| 2003 | с  | Шоу 70-х                                              | That '70s Show                     | Хейзер                         |
| 2004 | с  | Ева                                                   | Eve                                | Кимми                          |
| 2005 | с  | Король Квинса                                         | The King of Queens                 | Бриджитт Официантка Анна-Мария |
| 2006 | с  | Враги                                                 | Enemies                            | Виктория                       |
| 2006 | с  | Четыре короля                                         | Four Kings                         | Бетс                           |
| 2006 | ф  | Открытое окно                                         | Open Window                        | Сара (как Michelle Nordin)     |
| 2006 | ф  | Поверь в меня                                         | Believe in Me                      | Хелен Бёрнсайдес               |
| 2007 | тф | Звонок                                                | The Call                           | Тиффани                        |
| 2007 | тф | Зверь                                                 | The Beast                          | Молли                          |
| 2007 | с  | Жизнь Роува                                           | Rove Live                          |                                |
| 2007 | с  | Лас-Вегас                                             | Las Vegas                          | Жанетта                        |
| 2007 | с  | Все тип-топ, или жизнь Зака и Коди                    | The Suite Life of Zack and Cody    | Кэри Голливуд                  |
| 2007 | с  | Как я встретил вашу маму                              | How I Met Your Mother              | Колин                          |
| 2007 | с  | Californication                                       | Californication                    | Монахиня/Хезер                 |
| 2008 | ф  | Красный бархат                                        | Red Velvet                         | Дженни                         |
| 2008 | с  | Посредник                                             | The Middleman                      | Хайди                          |
| 2009 | с  | Обмани меня                                           | Lie to Me                          | Мелисса                        |
| 2009 | с  | Мастера вечеринок                                     | Party Down                         | Старлетка                      |
| 2010 | с  | Правосудие                                            | Justified                          | Минди Спрингер                 |
| 2010 | с  | C.S.I.: Место преступления Майами                     | CSI: Miami                         | Дэйзи                          |
| 2011 | с  | Закон и порядок: Лос-Анджелес                         | Law & Order: LA                    | Эмили Уотсон                   |
| 2011 | с  | Californication                                       | Californication                    | Монахиня/Хезер                 |
| 2011 | с  | Чёрная метка                                          | Burn Notice                        | Денис О'Лир                    |
| 2012 | с  | Компаньоны                                            | Franklin & Bash                    | Таня Реннер                    |
| 2012 | ф  | 50 000 долларов и девушки по вызову: Любовная история | $50K and a Call Girl: A Love Story | Мишель                         |

Фильм «50 000 долларов и девушки по вызову: Любовная история» на 2 июля 2012 года находился в стадии съёмок.
Особая благодарность актрисе выражена при съёмках фильмов «Free Samples» (2012) и «The Thompsons» (2013).

## Публикации в качестве модели
Фотографии Мишель публиковались в журналах Playboy (декабрь 2007) и Femme Fatales (ноябрь 2000), в последнем случае её фотография также украшала обложку.